# Kaduna
Kaduna je město v Nigérii. Je hlavním městem Státu Kaduna a bývalým hlavním městem regionu Severní Nigérie. Leží v severozápadní části země na řece Kaduna. V roce 2024 ve městě žilo asi 1,2 milionu obyvatel a bylo tak osmým nejlidnatějším městem v zemi. Město je významným obchodním centrem regionu a dopravním uzlem oblasti. 
Bylo založeno v roce 1900 Brity. Leží v nadmořské výšce asi 250 m n. m. Ještě v roce 2006 čítala populace města 760 tisíc obyvatel, ale díky rychle rostoucí urbanizaci země se populace města za pouhých 20 let od tohoto roku zvýšila o 500 tisíc obyvatel. Ve městě se nachází Mezinárodní letiště Kaduna. 